# Хызыров, Вахит Галибаевич
Хызыров Вахит Галибаевич (род. 16 ноября 1965 года) — певец (лирический тенор), народный артист Республики Башкортостан (2001).

## Биография
Вахит Хызыров родился 16 ноября 1965 года в селе Таштимерово Абзелиловского в музыкальной семье. Из шестерых детей семьи трое стали профессиональными певцами.
В 1988 году окончил Уфимское училище искусств (класс Д. А. Мусина), в 1993 году — Уфимский государственный институт искусств (класс М. Г. Муртазиной), в 2006 году — Башкирскую академию государственной службы и управления при Президенте Республики Башкортостан.
С 1988 года руководил вокальным ансамблем ДК «Авангард» УАПО, с 1991 года — артист хора Башкирского государственного театра оперы и балета, с 1994 года работал солистом вокалистом (в 2003—2004 годах — худ. руководитель) Башкирской филармонии, одновременно с 1991 года преподавал в Уфимском училище искусств, в 1998 году — в Уфимском институте искусств.
Вахит Галибаевич — участник дней Республики Башкортостан в Москве (1997), культуры Республики Башкортостан в Санкт-Петербурге (2001), фестиваля музыки композиторов Поволжья и Урала (Москва, 1987; Саранск, 1988; Уфа, 1989). Гастролировал по России и за рубежом (Австрия, Германия, Китай, Нидерланды, Швейцария и др.). Был инициатором проведения и организатором «Тенор концерта» (Уфа, 1999, 2000, 2002, 2010).

## Творчество
В репертуаре артиста музыка зарубежных композиторов (И. С. Бах, А.Дворжак, Д.Каччини и др.), отечественных (А. Е. Варламов, М. И. Глинка, М. П. Мусоргский и др.), башкирских (Х. Ф. Ахметов, З. Г. Исмагилов, А. М. Кубагушев, Р. М. Хасанов и др.), татарских (С. З. Сайдашев, Р. М. Яхин) композиторов; старинные романсы, народные песни.
Хызыров Вахит Галибаевич был первым исполнителем сочинений Н. А. Даутова: партии тенора в вокально-симфоническом цикле «Башҡортостан бында башлана» («Башкортостан начинается здесь») на стихи Р. Т. Бикбаева (2000), циклов на стихи С.Алибая, Ш.Биккула, Н.Наджми, Р. Ф. Мифтахова.

## Награды и звания
- Народный артист Республики Башкортостан (2001).
- Заслуженный артист Республики Башкортостан (1995).
- Лауреат Международного фестиваля эстрадных и народных песен тюркоязычных народов «Тюрковизион» (г. Стамбул, Турция, 1996; Гран-при).
- Дипломант Международного конкурса камерного пения «Янтарный соловей» (г. Калининград, 1996).
- Премия имени Ш.Бабича (1999).